# Seshote
Seshote, auch Ha Seshote, ist ein Ort im Distrikt Leribe in Lesotho im südlichen Afrika.

## Geographie
Seshote liegt in den Maloti-Bergen westlich des etwa von Nord nach Süd fließenden Matsoku, einem Nebenfluss des Malibamatšo. Nahe dem Ort grenzen die Distrikte Mokhotlong und Thaba-Tseka an den Leribe-Distrikt.
Seshote ist auch der Name des Community Councils, in dem der Ort liegt. Das Community Council hatte 2006 9693 Einwohner.

## Wirtschaft und Infrastruktur
Seshote ist landwirtschaftlich orientiert. Es gibt eine römisch-katholische Missionsstation sowie den Flugplatz Seshutes (ICAO-Code FXSS, IATA-Code SHZ). Seshote liegt an der A25, die von Hlotse bis zur A3 bei Thaba-Tseka führt. Im Rahmen des Lesotho Highland Water Project soll eine weitere asphaltierte Straße von Seshote zum geplanten Polihali Dam führen.